# Le Pot aux roses
Le Pot aux roses ou De stalen bloempot en néerlandais est le seizième album de bande dessinée de la série Bob et Bobette. Il porte le numéro 145 de la série actuelle.
Il a été écrit et dessiné par Willy Vandersteen et publié dans De Standaard et Het Nieuwsblad du 16 mai 1950 au 22 septembre 1950. L'histoire est plus ou moins une continuation de L'île d'Amphoria(1947).

## Synopsis
Alors que Bob, Bobette et Lambique prennent du bon temps le long de l'Escaut, une péniche mystérieuse les suit. À son bord : les Pots de Fer. Ces derniers enlèvent Bob et l'emmènent sur Amphoria et exigent qu'il devienne roi. Ses amis le rejoignent et essaieront de faire tomber les comploteurs qui veulent instaurer la terreur sur l'île. Nos amis réussiront grâce à divers alliés tels que le troisième homme ou bien l'alchimiste. Lambique se verra, lui, à la tête de la construction d'une cathédrale sur l'île.

## Personnages principaux
- Bobette
- Bob
- Lambique
- Sidonie
- Les Pots de Fer

## Personnages secondaires
- Jacquot Lenflée
- Le gouverneur
- L'alchimiste

## Lieux
- Escaut
- Amphoria (Île)

## Autour de l'album
- Les pots de fer veulent construire la tour de Babbil, un hommage au bavardage. Il s'agit de la tour de Babel .
- Une grande partie de l'intrigue porte sur le retour du vrai roi d'Amphoria et est une allusion à la Question royale et Léopold III[2]
- Dans cet album, Lambique est déjà venu sur Amphoria et connait Jacquot Lenflée. Il s'agit là d'une erreur de cohérence puisque la seule aventure précèdent cet album qui se passe à Amphoria est L'île d'Amphoria, où Lambique n'apparait pas.

## Éditions
- De stalen bloempot, Standaart, 1951 : Édition originale en néerlandais
- Le Pot aux roses, Erasme, 1973 : Édition française comme numéro 145 de la série actuelle en couleur.